# Friedrich Rumpf (Architekt)
Heinrich Friedrich Rumpf (* 1. März 1795 in Frankfurt am Main; † 16. März 1867 ebenda) war ein deutscher Architekt des Klassizismus, der überwiegend in seiner Heimatstadt Frankfurt tätig war. Er schuf mit dem Hospital zum Heiligen Geist und den Portalbauten des Hauptfriedhofs für die Zeit stadtbildprägende Architektur.

## Leben
Die Familie Rumpf ist seit der Reformation evangelisch. Zu den Vorfahren gehören etliche Pfarrer in Oberhessen, besonders im Raum Butzbach, wo der Stammbau bis 1480 zurückzuverfolgen ist.
Der Vater Ludwig Daniel Philipp Rumpf (* 18. November 1762) war der älteste Sohn des zweiten Pfarrers in Oberroßbach, Johann Georg Friedrich Rumpf (1729–74), und dessen Frau Susanne Marie, einer Tochter des Pfarrers Seiler in Schwalheim bei Friedberg. Dessen jüngsten Sohn Friedrich Karl Rumpf holte sein Bruder Ludwig Daniel Philipp Rumpf nach Frankfurt am Main und ermöglichte ihm dort eine umfangreiche Schulbildung auf dem Städtischen Gymnasium.
Über Kindheit und Jugend von Heinrich Friedrich Rumpf ist wenig bekannt. Sein Vater, eigentlich Tapezierermeister, war Mitarbeiter von Nicolas Alexandre Salins de Montfort. Dieser aus Frankreich stammende Architekt hatte in seiner Heimat schon in jungen Jahren für hochstehende weltliche und kirchliche Bauherren gearbeitet und war im Zuge der französischen Revolution nach Frankfurt am Main gekommen. Hier schuf er in den 1790er und 1800er Jahren einige für die Zeit bahnbrechend moderne Bauten des Klassizismus.
Um 1810 folgte Heinrich Friedrich Rumpf dem Arbeitgeber seines Vaters nach, wobei er sich zunächst in Fulda unter Clemens Wenzeslaus Coudray, von 1815 bis 1817 dann – wohl auf Empfehlung seines Lehrmeisters – an der berühmten École des Beaux-Arts in Paris ausbilden ließ. Noch 1817 nahm er eine Tätigkeit als Architekt in seiner Vaterstadt auf, die in die Ära des puristisch-klassizistischen Stadtbaumeisters Johann Friedrich Christian Hess fiel.
Am 16. März 1831 heiratete er  Elisabeth Vogel (* 18. November 1808; † 5. Januar 1879), aus der Ehe gingen acht Kinder hervor. Der älteste Sohn, Ludwig Daniel Philipp, wurde ebenfalls Architekt, starb aber schon 28-jährig in Rom. Der zweite Sohn, Ernst Friedrich Felix Rumpf, wurde Senatspräsident am Oberlandesgericht Kassel, der dritte Sohn, Anton Karl Rumpf, Bildhauer in Frankfurt.
Friedrich Rumpf war seit 1815 Mitglied der Frankfurter Freimaurerloge Zur Einigkeit; er starb in seiner Geburtsstadt und wurde auf dem dortigen Hauptfriedhof begraben.

## Werke

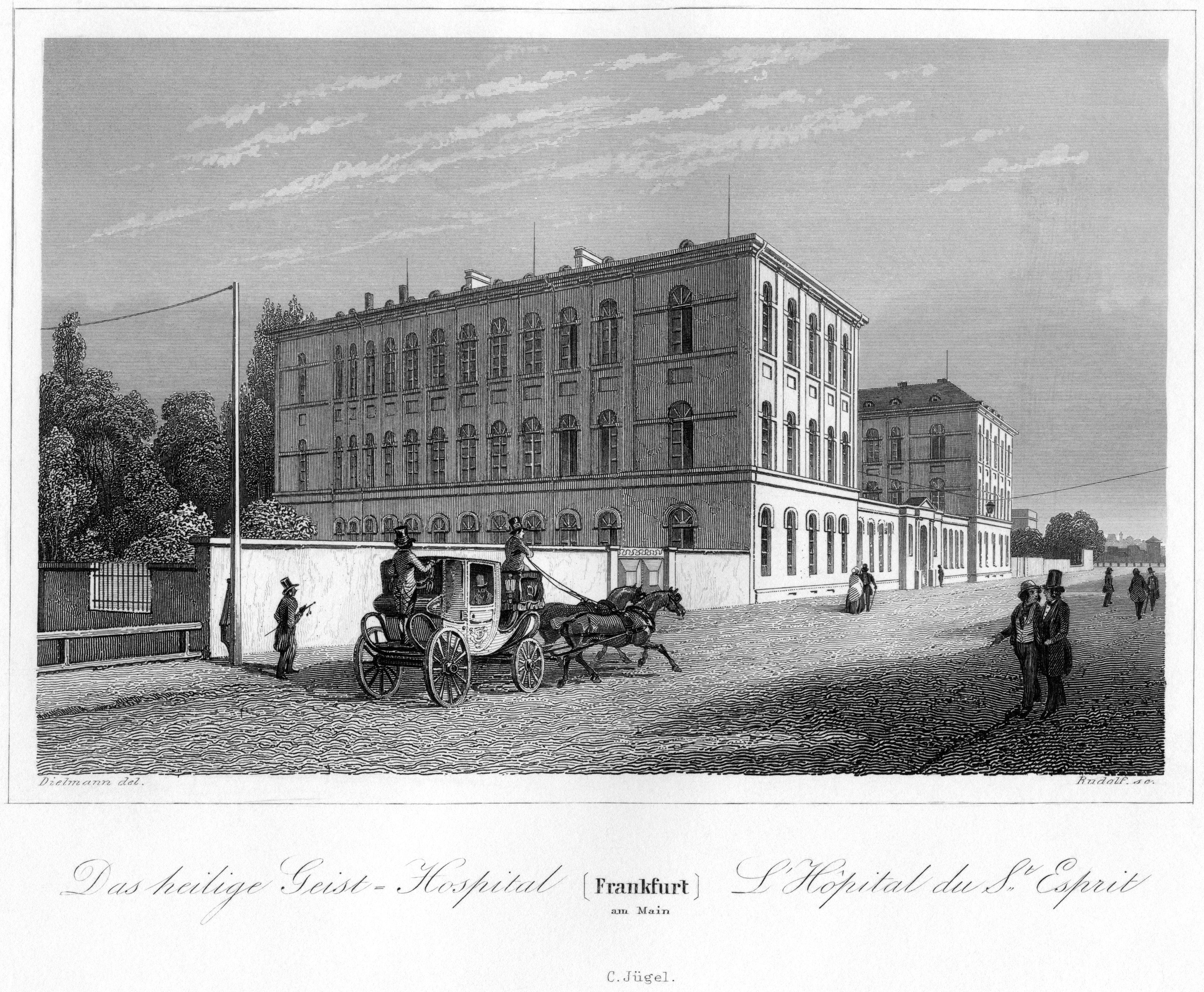
Der Neubau des Hospitals zum Heiligen Geist (erbaut 1833–39 Rumpf), 1845
(Stahlstich von Wilhelm Lang nach Vorlage von Jakob Fürchtegott Dielmann)

In den folgenden Jahrzehnten entstanden nach seinen Entwürfen einige die Stadtgestalt prägende Bauten des Klassizismus, von denen der größte der Neubau des Hospitals zum Heiligen Geist an der Langen Straße war. Es stellte mit 300 Betten zugleich das bis dato größte Frankfurter Krankenhaus seiner Zeit dar. Anbetrachts des 1833–39 errichteten Neubaus wurde das alte, noch gotische Hospital mit der gleichnamigen Kirche in der Saalgasse 1840 abgerissen – trotz früher denkmalpflegerischer Proteststimmen, unter anderem des Historikers Johann Friedrich Böhmer, des Juristen und Kunsthistorikers Philipp Friedrich Gwinner und sogar des Stadtbaumeisters selbst, der ansonsten kaum als Freund mittelalterlicher Architektur bekannt war. Der im Zweiten Weltkrieg stark zerstörte klassizistische Neubau ist trotz modernen Wiederaufbaus noch in einigen Teilen zumindest äußerlich erhalten, so v. a. die Portalanlage sowie der Ost- und Südflügel.

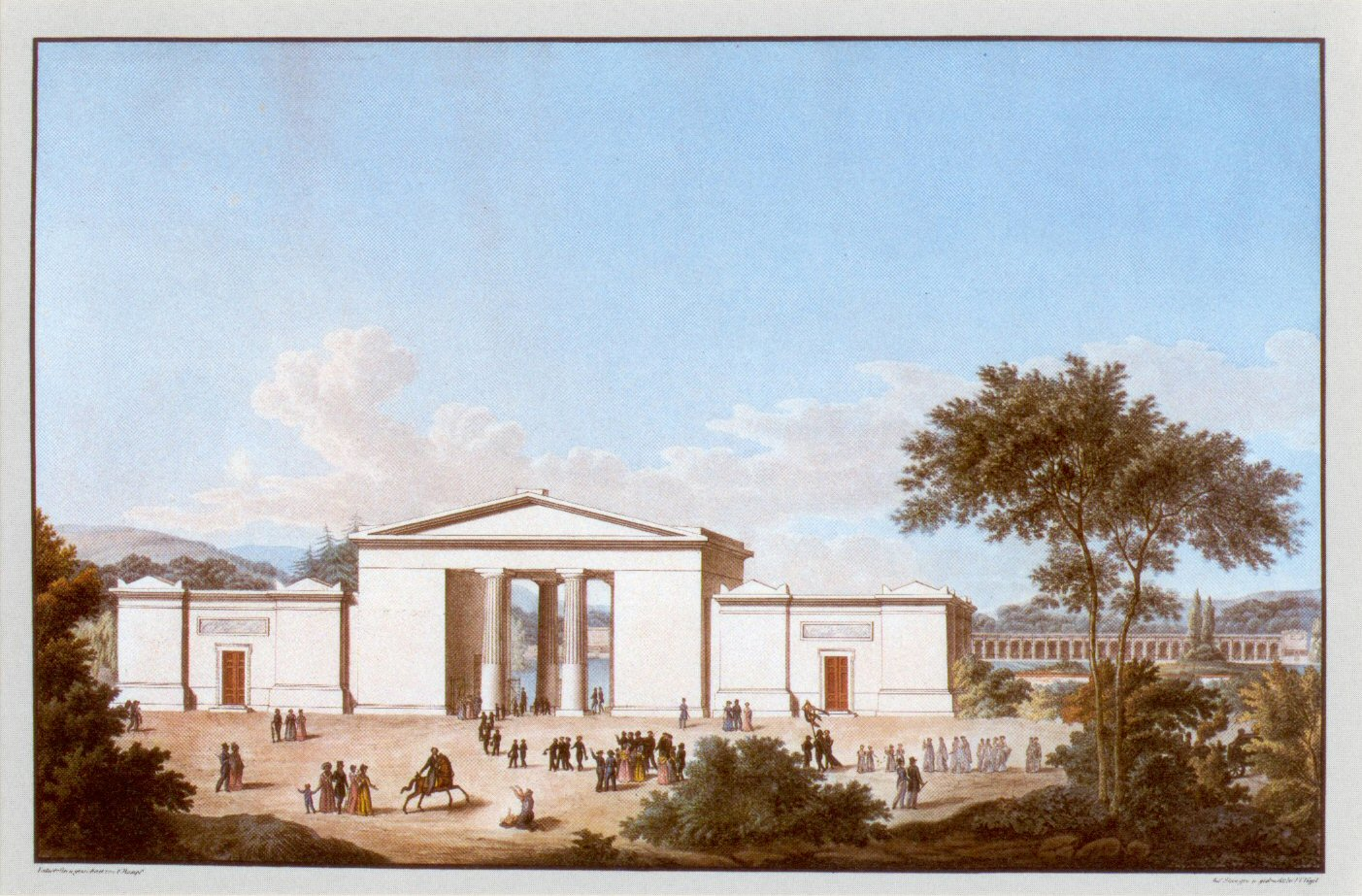
Altes Portal des Hauptfriedhofs (erbaut 1826–28), Architekt F.Rumpf

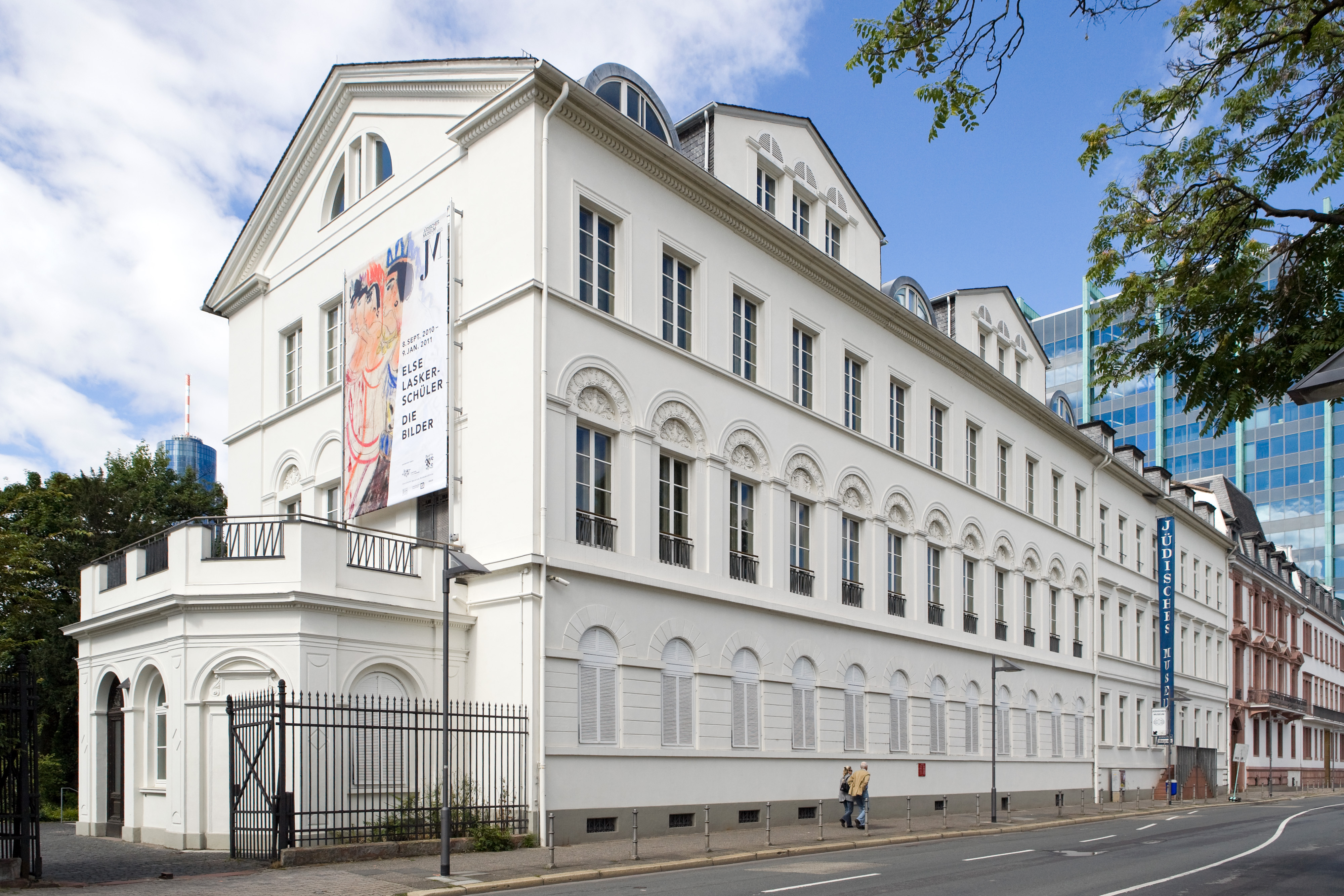
Das Gebäude Untermainkai 15 (umgebaut 1845) von Südwesten, 08.2010

Ebenfalls zu seinen Hauptwerken sind der Hauptfriedhof mit dem angrenzenden Jüdischen Friedhof in Frankfurt am Main zu zählen, die beide am 1. Juli 1828 eröffnet wurden. Auf seine Pläne von 1826 gehen die Gruftenhalle des Hauptfriedhofs sowie die beiden Portalgebäude zurück, die trotz teils erheblicher Kriegsschäden erhalten sind. Neben ausgeführten Entwürfen für den Hauptbau des ehemaligen naturhistorischen Museums – einem Vorläufer des Naturmuseums Senckenberg – sowie einem nicht verwirklichten, gemeinsam mit Rudolf Heinrich Burnitz ausgearbeiteten Plan zu einem neuen Opernhaus war Rumpf jedoch vor allem ein Architekt des Frankfurter Großbürgertums seiner Zeit.
Als bekanntester dieser Privatbauten ist wohl das 1829–33 nach seinen Plänen für Baron Amschel Mayer von Rothschild errichtete Rothschild-Palais im heutigen Rothschildpark zu nennen. Dieses wurde jedoch ebenso wie zahlreiche weitere Bauten für alteingesessene Frankfurter Familien wie Behrends, Brentano, Günderrode, Mülhens, Gontard, Grunelius, Guaita oder Scharf im Zweiten Weltkrieg zerstört.

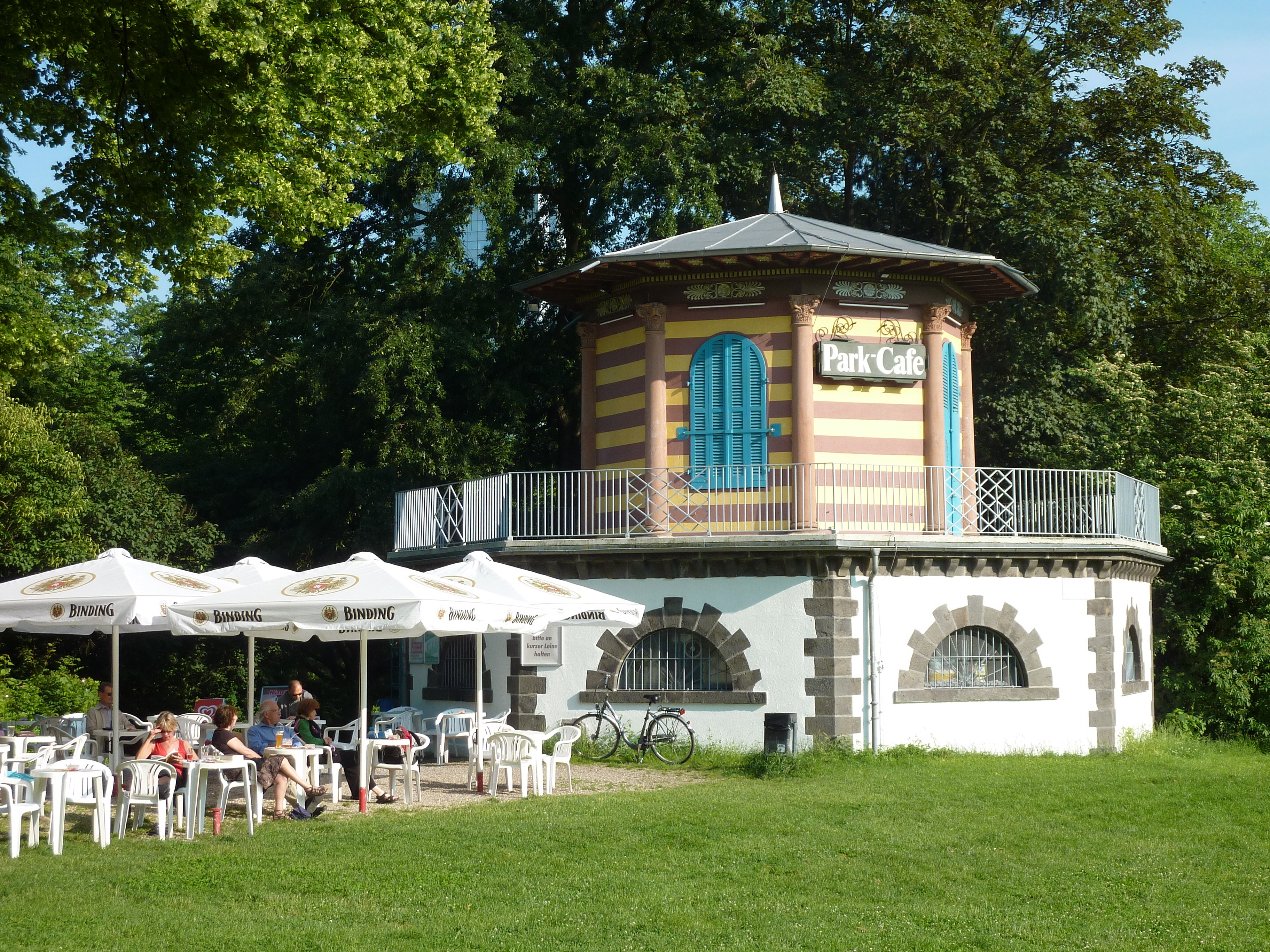
Gartentempel, heute im Grüneburgpark erbaut 1820 Architekt F.Rumpf, 08.2010

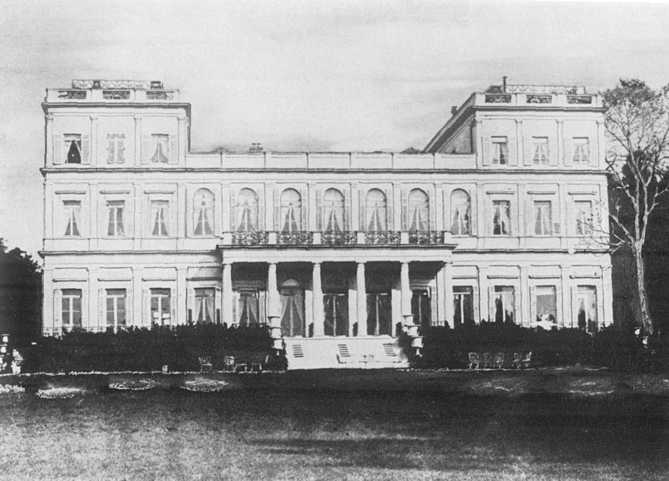
Villa Günthersburg 1845 Architekt Rumpf

Einige Gebäude mussten allerdings – wie viele andere Vertreter dieser Epoche – nach nur wenigen Jahrzehnten wieder historistischer Architektur Platz machen, die für die Schlichtheit des Klassizismus wenig Verständnis aufbrachte. Ein besonders kurioser Fall ist das 1845 für den Baron Mayer Carl von Rothschild errichtete Herrenhaus, die Villa Günthersburg – das Gebäude auf dem Gelände des heutigen Günthersburgparks wurde direkt nach dem Tod des Auftraggebers einzig aufgrund einer testamentarischen Verfügung wieder abgerissen.
Aus dem Bereich der bürgerlichen Architektur erhalten ist dagegen der bereits 1820 nach Entwurf von Rumpf entstandene Gartentempel für den Park des Bockenheimer Schönhofs, der 1964 abgetragen und im Grüneburgpark wiederaufgebaut wurde. Ebenfalls noch vorhanden ist das 1845 wieder für Baron Mayer Carl von Rothschild durch Rumpf erweiterte und umgestaltete klassizistische Palais Untermainkai 15. In diesem ursprünglich 1820/21 von Johann Friedrich Christian Hess für den jüdischen Bankier Joseph Isaak Speyer errichteten Gebäude befindet sich heute das Jüdische Museum Frankfurt.